# 成神论
成神论（希臘語： / theosis)是希腊语单词，意为神化或使神圣。信徒的变化，是将基督耶稣的教导和他的福音付诸实践（称为实践），是基督教神学，特别是东正教神学和天主教神学的特色。

## 东正教神学

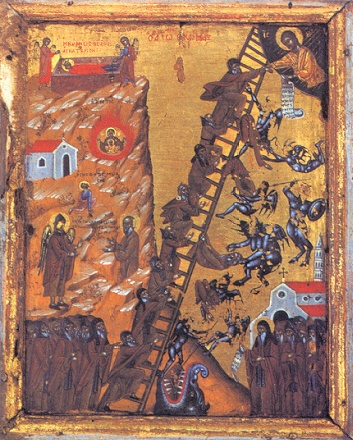
圣像画《神圣的天梯》，西乃山圣凯瑟琳修道院

亚他那修写道“基督成為人，為教我們得成聖”。他的话是此教义的最好说明。原本似乎荒唐的事—堕落的，有罪的人可以成为圣洁，如同圣洁的神—通过耶稣基督，神的化身，已变为可能。

## 李常受
1994年2月20日，年已89岁的李常受，在新春华语特会中，跟随亚他那修的榜样，恢复宣讲成神论，即神在耶稣里成为人，使人可以在基督里成为神（在生命和性情上，但不在神格上），称为圣经中“神圣启示的高峰”。

### 引用
1. ↑  "The Catechism (of the Catholic Church) readily invokes the Eastern Fathers to emphasize the mystery of divinization (see §1589, 1988), which Catholic and Orthodox have affirmed together" (Encyclopedia of Christian Theology, vol. 1, article Holiness （页面存档备份，存于）).
2. ↑  .   [2010-12-12]. （原始内容存档于2014-01-11）.
3. ↑  .   [2010-12-12]. （原始内容存档于2014-06-21）.
4. ↑  .   [2010-12-12]. （原始内容存档于2014-06-21）.
5. ↑  On the Incarnation 54:3, PG 25:192B